# Ватж, Элизабет
Элизабет Ватж (англ. Elisabeth Vathje, 17 марта 1994) — канадская скелетонистка, бронзовый призёр чемпионата мира 2015 года. 

## Спортивная карьера
| Соревнование/Сезон           | Дисциплина        | 2010/11 | 2011/12 | 2012/13 | 2013/14 | 2014/15 | 2015/16 |
| ---------------------------- | ----------------- | ------- | ------- | ------- | ------- | ------- | ------- |
| Чемпионат мира               | Женщины           |         |         |         |         | 3       | 6       |
| Чемпионат мира               | Смешанные команды |         |         |         |         | 4       | 8       |
| Чемпионат мира среди юниоров | Женщины           | 16      | 13      | 5       | 2       |         |         |

В своём дебютном сезоне в Кубке мира 2014/2015 года Элизабет одержала одну победу и трижды была второй.